# 파파쿠라 시티 FC
파파쿠라 시티 FC(Papakura City Football Club)는 뉴질랜드 오클랜드의 파파쿠라를 연고로 하는 뉴질랜드 축구단이다. 
클럽은 현재 AFF/NFF 컨퍼런스에 참가하고 있으며, 유소년 팀과 Lotto NRFL 여자 프리미어 리그에 참가하는 여자 축구팀을 보유하고 있다. 홈구장은 파파쿠라의 맥클레네 파크를 사용한다.

## 역대 감독
| 감독        | 임기        |
| ----------- | ----------- |
| 리키 허버트 | 1990 ~ 1993 |